# Новембарски устанак
Новембарски устанак (1830—1831) или Руско-пољски рат 1830—1831, био је устанак Пољака против Руске Империје.

## Устанак
Утицај Јулске револуције осетио се и у Пољској коју су још увек делиле суседне монархије: Русија, Пруска и Аустрија. Национализам пољских племића и интелигенције подгрејаван песмама Адама Мицкијевича и немири који су захватили западну Европу, подстакли су устанак у Пољској (1830—1831). Пољски национализам није имао реалну подлогу, а имао је моћну Русију за непријатеља. У Варшави је објављена пољска независност која је трајала до маја 1831. године, када су руске трупе предвођене генералом Иваном Паскјевичем поразиле пољске револуционаре и на дужи рок онемогућиле уједињење ове словенске католичке земље. Руски цар је укинуо устав Пољској и ограничио јој аутономију.

## Резултат
Устанак је био уперен против Русије, али није успео да се прошири изван Варшаве. Истакнута личност устанка је био бивши руски министар спољних послова Адам Чарторијски. Многи Пољаци су емигрирали, а неки од њих су помогли Србима да напишу национални програм - "Начертаније". Остали су се склонили у Француску и Турску и ступили у њихове државне службе, понајвише као официри.